# Salim Al-Mubarak Al-Sabah
Salim Al-Mubarak Al-Sabah (1864 – 22. února 1921 Kuvajt) byl devátý vládce Kuvajtu.
Byl druhým synem Mubaraka Al-Sabaha a zároveň potomkem z rodiny Sabahů, z větve Al-Salem. Vládl od 5. února 1917 do 23. února 1921. Na trůn nastoupil po smrti svého bratra Džabera II. Al-Sabaha. Před svou vládou sloužil Salim jako guvernér města Kuvajt (1915–17) a byl velitelem kavalérie a armády během bitvy u Džahry. Po jeho smrti v únoru 1921 se stal vládcem Ahmad Al-Džaber Al-Sabah.